# هنري ويسينويسكي
هنري ويسينويسكي (بالإنجليزية: Henry Wisniewski)‏ هو لاعب كرة قدم أمريكية أمريكي، ولد في 7 أغسطس 1908، وتوفي في 28 أكتوبر 1988 في بيتش هافن في الولايات المتحدة.